# Günther Grewe

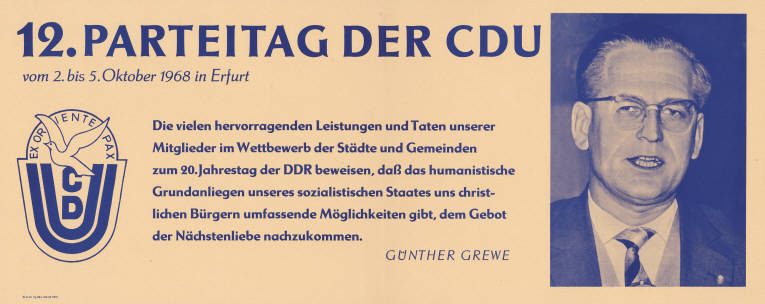
Günther Grewe 1968 auf dem 12. Parteitag der CDU in Erfurt

Günther Grewe (geboren am 7. August 1924 in Essen-Borbeck) ist ein ehemaliger deutscher Politiker der Blockpartei Christlich-Demokratische Union Deutschlands (DDR). Er war von 1963 bis 1990 Abgeordneter der Volkskammer.

## Leben
Günther Grewe wurde als Sohn eines Grubenangestellten in Essen geboren. Nach dem Besuch der Volks- und Mittelschule erlernte er von 1939 bis 1941 den Beruf des Elektroinstallateurs. Während des Zweiten Weltkrieges leistete er von 1942 bis 1945 Kriegsdienst in der Wehrmacht, zuletzt als Obergefreiter.
Von 1945 bis 1949 arbeitete er in seinem Beruf. Nach 1949 war er Geschäftsführer und Prokurist von diversen Firmen. 1945 trat er dem Freien Deutschen Gewerkschaftsbund und 1946 der CDU bei. 1948 gehörte er zu den Mitbegründern der Volkskongreßbewegung in Thüringen und wurde 1949 Mitglied der Gesellschaft für Deutsch-Sowjetische Freundschaft. Eine Zeitlang war er in der Kreisverwaltung in Altenburg tätig, 1950–1952 als stellvertretender Landrat. Ab 1950 war Grewe unter dem Decknamen „Graf“ geheimer Informant (GI) des Ministeriums für Staatssicherheit (MfS). Im Jahr 1952 wurde er stellvertretender Vorsitzender des Bezirksverbandes Gera der CDU. Von 1953 bis 1954 war er stellvertretender Oberbürgermeister von Gera. Von 1954 bis 1960 war er 1. Vorsitzender des Bezirksverbandes der CDU in Gera sowie Abgeordneter des Bezirkstages. 1960 wurde er hauptamtlicher Leiter der Abteilung Politik in der Parteileitung der CDU. Ebenfalls 1960 bis 1990 war er Mitglied des Präsidiums und des Sekretariats des Nationalrats der Nationalen Front. Ab 1963 war er Mitglied des Kreisvorstandes der Urania Berlin Mitte. Von Oktober 1963 bis März 1990 war der Abgeordneter der Volkskammer für die CDU. Dort war er Mitglied des Ausschusses für Eingaben der Bürger. Von 1968 bis 1972 war er Mitglied des Präsidiums der Liga für Völkerfreundschaft der DDR. Von 1969 bis 1971 war er in der Volkskammer Mitglied und stellvertretender Vorsitzender des Ausschusses für Auswärtige Angelegenheiten und ab 1971 stellvertretender Vorsitzender des Ausschusses für Handel und Versorgung sowie Vorsitzender der Arbeitsgemeinschaft für Kirchenfragen beim Hauptvorstand der CDU. Von 1982 bis 1989 war er Vorsitzender der Freundschaftsgesellschaft der DDR mit Norwegen. Grewe war inoffizieller Mitarbeiter für die DDR-Staatssicherheit, bis die Wende und friedliche Revolution in der DDR deren Ende herbeiführte.

## Veröffentlichungen
- In der Nationalen Front unserer nationalen Verantwortung gerecht werden. In: Fünfzehnjahre Deutsche Demokratische Republik, Union Verlag, Berlin 1964, S. 86–87.
- Die Bedeutung des sozialistischen Staates deutscher Nation im Ringen um Frieden und Fortschritt. In: Christlich-Demokratische Union Deutschlands (Hrsg.): Christliche Demokraten für das Vaterland des Volkes. Union Verlag, Berlin 1969, S. 55 ff.
- Unser Weg der Nationalen Front. In: Erlebnisse und Erfahrungen christlicher Demokraten aus 3 Jahrzehnten. Union Verlag, Berlin 1976, S. 83–85.

## Ehrungen in der DDR
- Ernst-Moritz-Arndt-Medaille
- Vaterländischer Verdienstorden in Bronze
- 1969 und 1970 Vaterländischer Verdienstorden in Silber
- Ehrennadel der Nationalen Front
- Ehrennadel der Gesellschaft für Deutsch-Sowjetische Freundschaft in Silber
- 1984 Vaterländischer Verdienstorden in Gold
- Banner der Arbeit Stufe III
- Otto-Nuschke-Ehrenzeichen in Silber
- Verdienstmedaille der DDR

## Archivalien
- Archiv für christliche demokratische Politik der Konrad-Adenauer-Stiftung. 03-045 Bezirksverband Gera (PDF-Datei)